# موزن ألمناخ (شيلر)

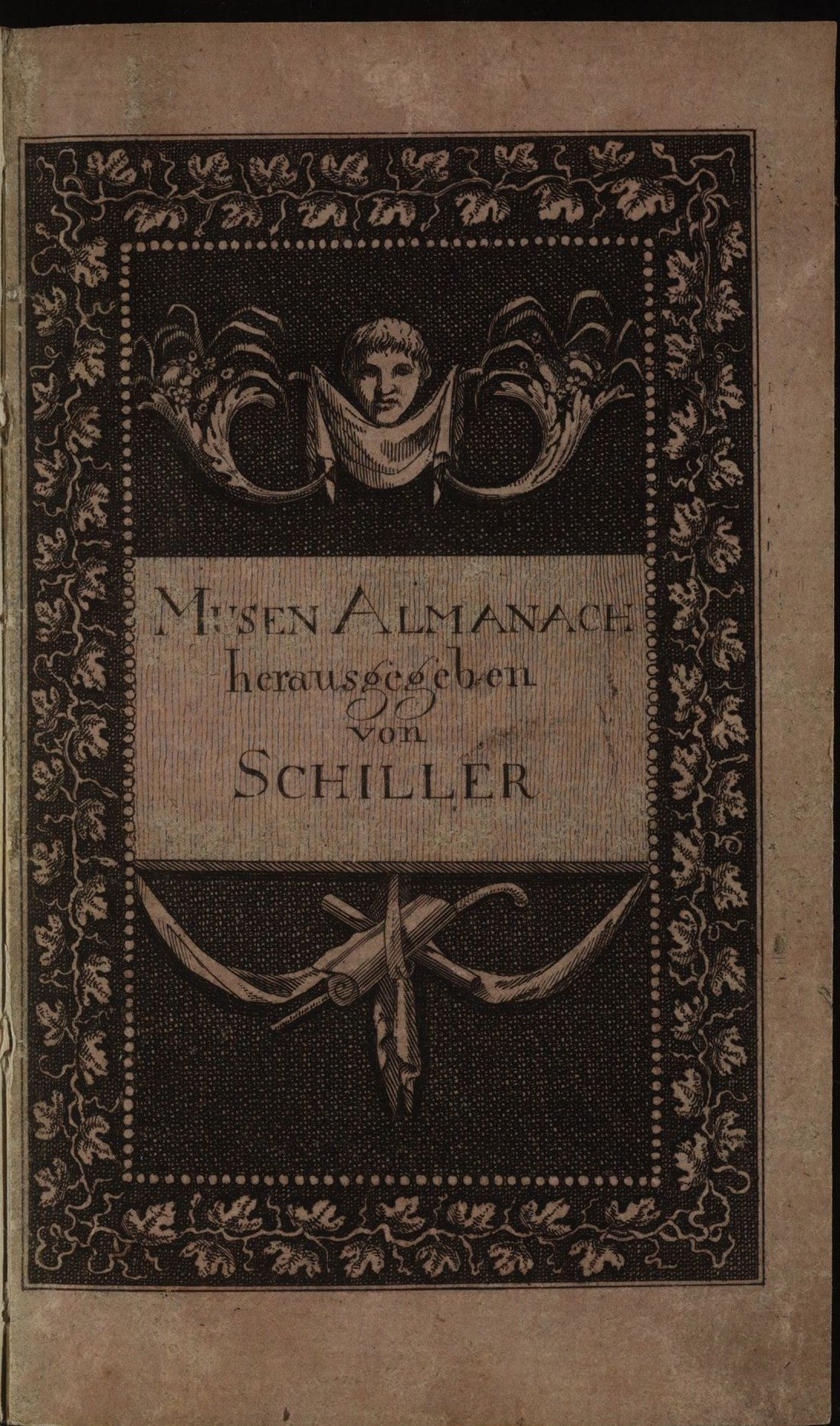
صحيفة شيلر "موزن ألمناخ" (1796)

موزن ألمناخ (بالألمانية: Musenalmanach) (تقويم ربات الفصول) صحيفة أدبية ألمانية من إنشاء الكاتب الألماني فريدرش شيلر (1759-1805)، أنشأها في عام 1796 حتى إغلاقها في عام 1800. وتعتبر هذه الصحيفة من أنجح وأكبر الصحف من نوع موزن ألمناخ، وذلك بسبب الأدباء الذين ساهموا في تحريرها، من ضمنهم: يوهان فولفغانغ فون غوته، يوهان جوتفريد هردر، لودفيج تيك، فريدريش هولدرلين، أوجوست فلهلم شليجل. احتذاء بصحيفة شيلر قام العديد من الأدباء الألمان في تلك الفترة بإنشاء صحف تماثل صحيفة «موزن ألمناخ».
بحث شيلر من بين العديد من القصائد الساخرة تلك التي تضم هجاء أدبياً لينشرها في مجلته. ومن الأعمال التي نُشرت في صحيفة موزن ألمناخ، دراسة جوته عن علم النبات «تحول النباتات» (Versuch die Metamorphose der Pflanzen zu erklären) نُشرت في الصحيفة في عام 1799.